# أندرياس هادينوس
أندرياس هادينوس (بالسويدية: Andreas Hadenius)‏ (18 مارس 1991 بالسويد - ) هو لاعب كرة قدم سويدي في مركز الدفاع. لعب مع نادي نوركوبنغ وIF Sylvia ‏ ونادي فارنامو.

## روابط خارجية
- أندرياس هادينوس على موقع اتحاد السويد (السويدية)
- أندرياس هادينوس على موقع قاعدة بيانات كرة القدم.إي يو (الإنجليزية)
- أندرياس هادينوس على موقع Soccerway.com (الإنجليزية)